# Československé četnictvo
Četnictvo meziválečné první Československé republiky bylo vojensky organizovaným bezpečnostním sborem, který podle platných zákonných předpisů a podle nařízení příslušných státních orgánů udržoval veřejný pořádek a bezpečnost na celém území ČSR (s působností mimo obvody měst, kde vykonávala pořádkovou službu městská a státní policie).

## Územní působnost
Četnictvo řídil Úřad generálního velitelství četnictva, správně spadalo pod ministerstvo vnitra. Jeho postavení bylo upraveno zákonem č. 299/1920 Sb. z. a n. novelizovaným roku 1928. V každém sídle zemského úřadu působila zemská četnická velitelství (ZČV). Po správní reformě roku 1927 to byla tato:
- ZČV 1 – Praha
- ZČV 2 – Brno
- ZČV 3 – Bratislava
- ZČV 4 – Užhorod

V rámci této reformy zanikla samostatná Slezská země a s ní i Zemské četnické velitelství pro Slezsko (sídlící v Opavě). Činnost četnictva v Moravskoslezské zemi od té doby řídilo ZČV 2 v Brně.
Pod zemská četnická velitelství spadala okresní četnická velitelství, kterým podléhalo vždy několik četnických stanic. Stanice byly nejnižším článkem v organizaci čs. četnictva a zahrnovaly zpravidla katastry 4–5 obcí. Zde vykonávaly četnické hlídky pravidelnou pochůzkovou činnost, která byla společně s dokonalou znalostí místních poměrů zárukou zachování bezpečnosti na území obvodu. Na jednotlivých stanicích byla vedena evidence hledaných osob z obvodu stanice a rovněž evidence rejstříku trestů všech osob narozených v dotyčném obvodu.

## Činnost

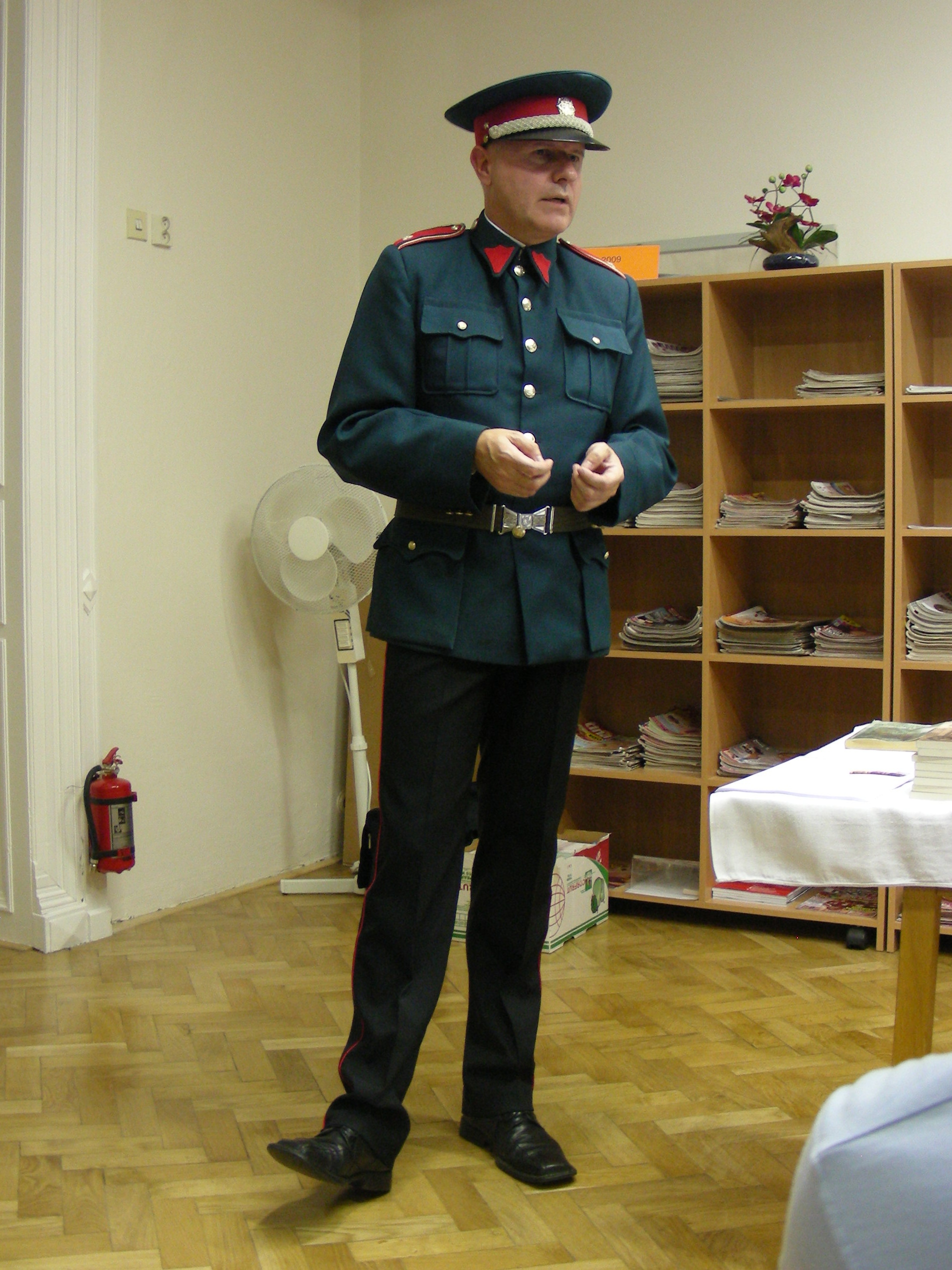
Michal Dlouhý, specializující se na historii českého četnictva a kriminalistiky, v dobové uniformě.

Veškeré objasňování zločinů, zadržování pachatelů a pátrání po odcizených věcech bylo v kompetenci místních četnických stanic. Pro usnadnění vyšetřování těžších zločinů a komplikovanějších kriminálních případů bylo v lednu 1928 zřízeno 40 specializovaných pátracích stanic, v rámci kterých působili četníci proškolení v různých metodách kriminalistické práce. U četnictva působili i odborníci na kriminalistiku. Četnictvo (vedle policie) mělo také vlastní daktyloskopickou sbírku.
Rozvoj motorizace si vynutil od roku 1935 zřizování četnických silničních kontrolních stanic. Od roku 1935 také fungovaly četnické letecké hlídky, jejichž zřízení bylo iniciováno špionážními přelety čs. hranic německými a maďarskými letadly, kterých po roce 1933 stále přibývalo.
Četnictvo také zajišťovalo policejní službu pro armádu, plnilo tak zpravidla ve formě polního četnictva i úkoly vojenské policie. Podílelo se v menší míře i na obranném zpravodajství.

## Četnické pohotovostní oddíly

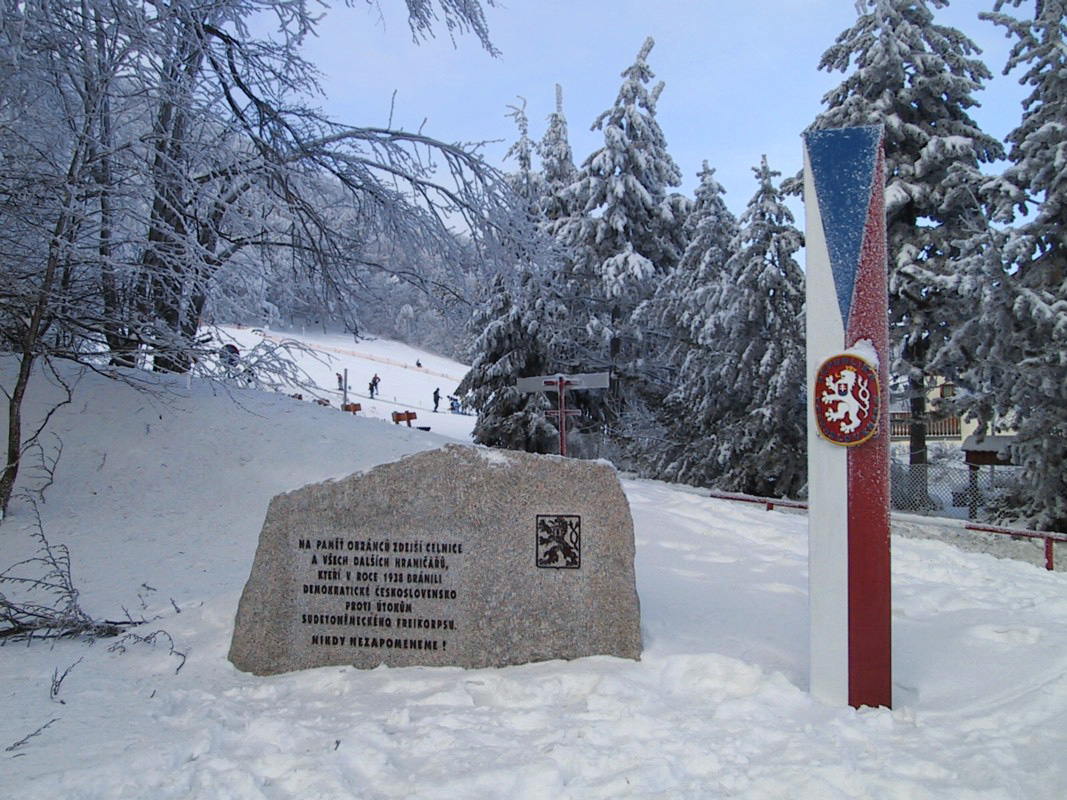
Pomník obráncům hranic proti sudetoněmeckému freikorpsu v roce 1938

Po převzetí moci nacisty v sousedním Německu došlo také ke zřízení četnických pohotovostních oddílů, jejichž činnost se později rozrostla i na Moravu, Slovensko a Podkarpatskou Rus. Jejich úkolem byla preventivní pochůzková činnost zpravidla v blízkosti státní hranice. Silné četnické hlídky v oblastech s převahou německého obyvatelstva demonstrovaly čs. státní suverenitu, měly omezit ilegální překračování čs. státních hranic a byly mimo jiné i morální podporou pro české menšinové obyvatelstvo. V roce 1937 byly tyto jednotky začleněny do struktur Stráže obrany státu a dovyzbrojeny lehkými kulomety vz. 26. V nesčetných ozbrojených pohraničních střetech s německými, polskými a maďarskými teroristy zahynulo v období od září 1938 do března 1939 přes třicet příslušníků čs. četnictva.

## Četníci

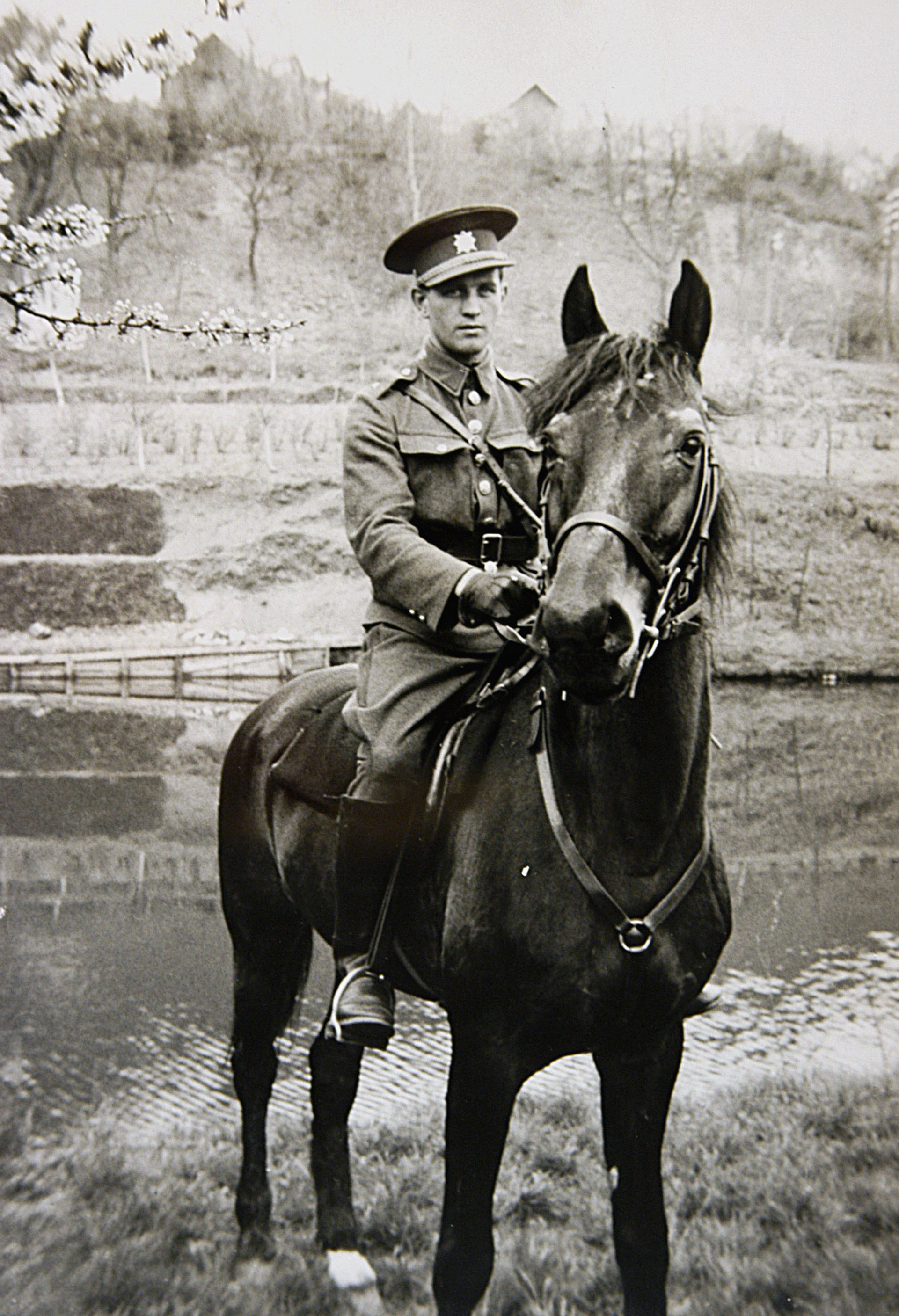
Dobová fotografie četníka na koni

Služba v četnickém sboru byla prestižní záležitostí. Pro přijímání nováčků byla stanovena přísná kritéria a přednostně byli přijímáni délesloužící armádní poddůstojníci a legionáři. Obecně platil požadavek již z doby Rakouska-Uherska, že uchazeč musel absolvovat povinnou vojenskou službu. Velký důraz byl kladen na chování a celkové vystupování. Pro příslušníky četnictva platila různá omezení, např. povolení k sňatku až po odsloužení čtyř let ve sboru, od roku 1927 zákaz činnosti v politických stranách a zbavení volebního práva z důvodu ovlivňování a využívání bezpečnostního aparátu některou z politických stran. Četníci na četnických stanicích žili dle podobných pravidel jako rotmistři armády z povolání, včetně toho, že četníci, kteří nebyli ženatí žili v kasárnách (respektive na četnických stanicích).

## Činnost četnictva od roku 1939

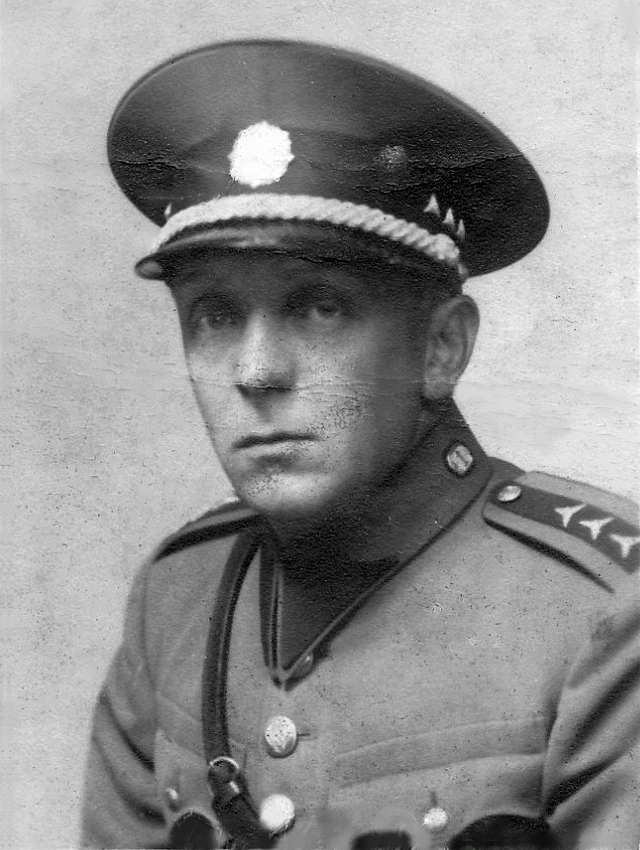
Fotografie Čs. četníka Josefa Bojase (v hodnosti praporčíka) v uniformě užívané po roce 1937

Po vzniku Protektorátu Čechy a Morava se četnictvo stalo součástí okupační správy. Až na nemnoho kariéristických jedinců se příslušníci čs. četnictva zapojili buď do odboje, nebo vykonávali službu formou pasivní rezistence. V květnu 1945 se stali velmi významnou složkou květnového povstání. Na Slovensku bylo po vzniku fašistického státu četnictvo oficiálně pojmenováno jako žandárstvo. Část slovenských četníků se však zapojila do odboje, zejména ve Slovenském národním povstání. Po osvobození se četnictvo transformovalo do Sboru národní bezpečnosti, ve kterém měla stále větší vliv KSČ, která tento sbor do roku 1948 ovládla zcela.

## Hodnostní označení

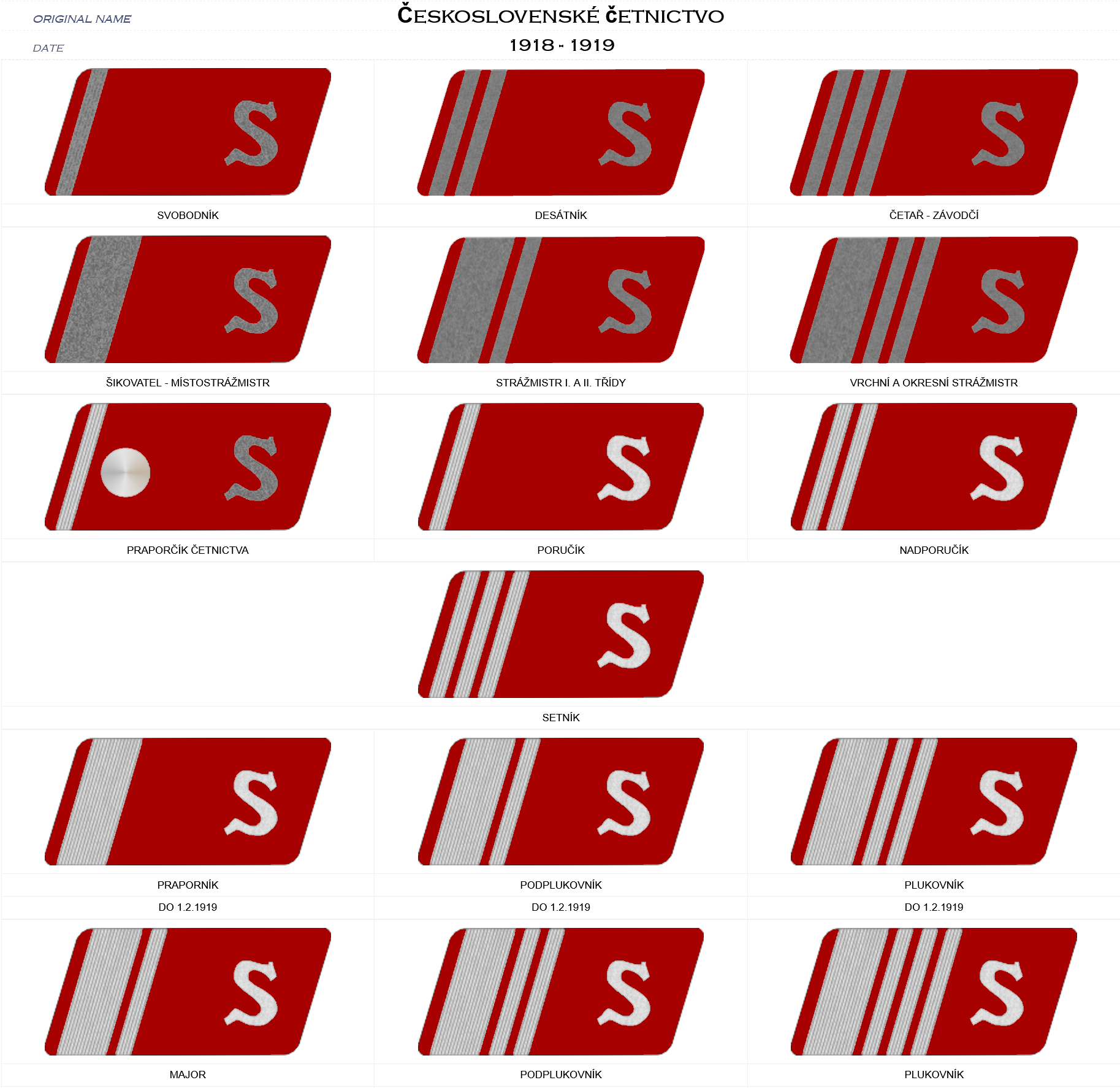
Značení 1918–1919, na límci blůzy
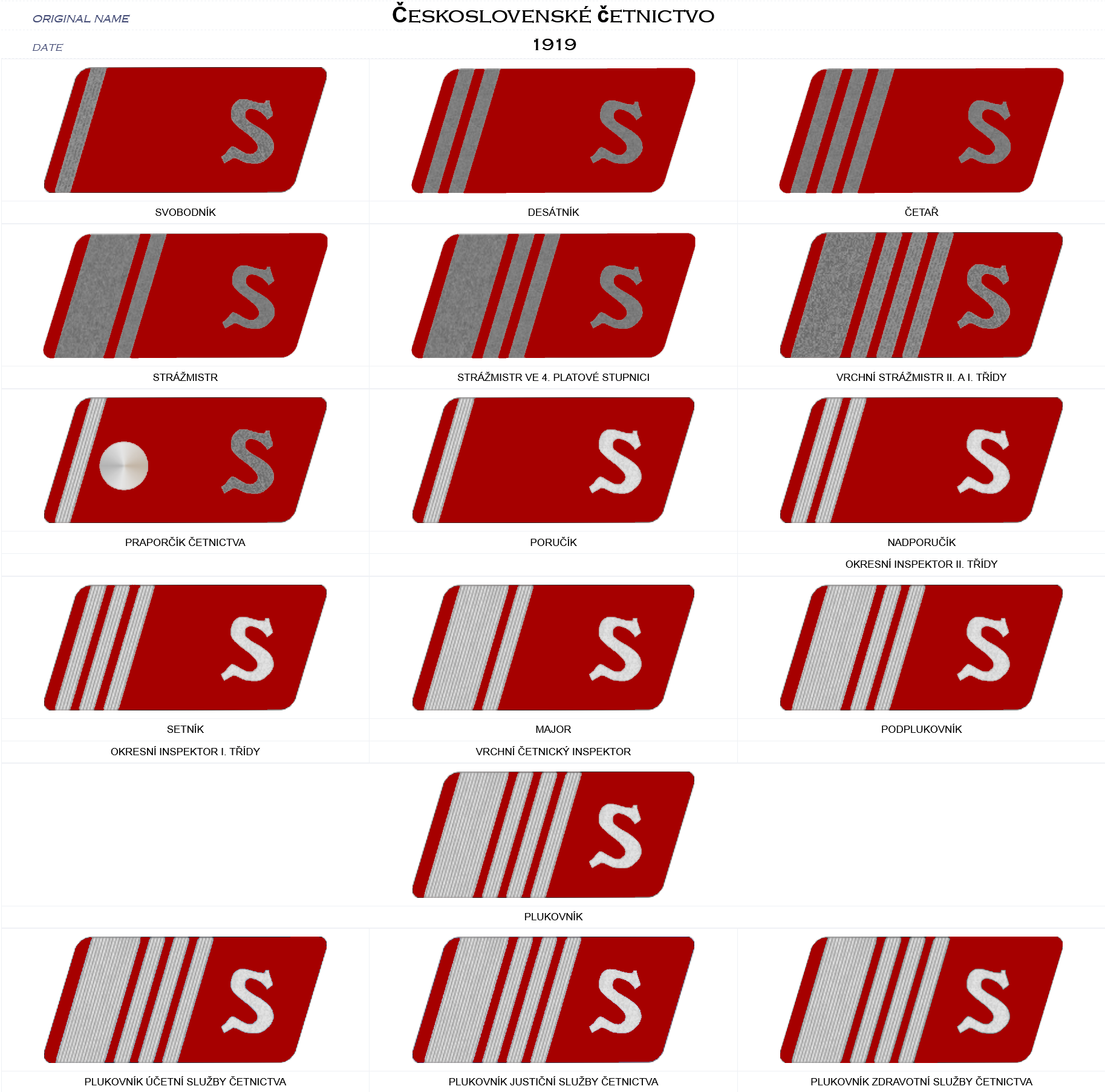
Značení 1919, na límci blůzy
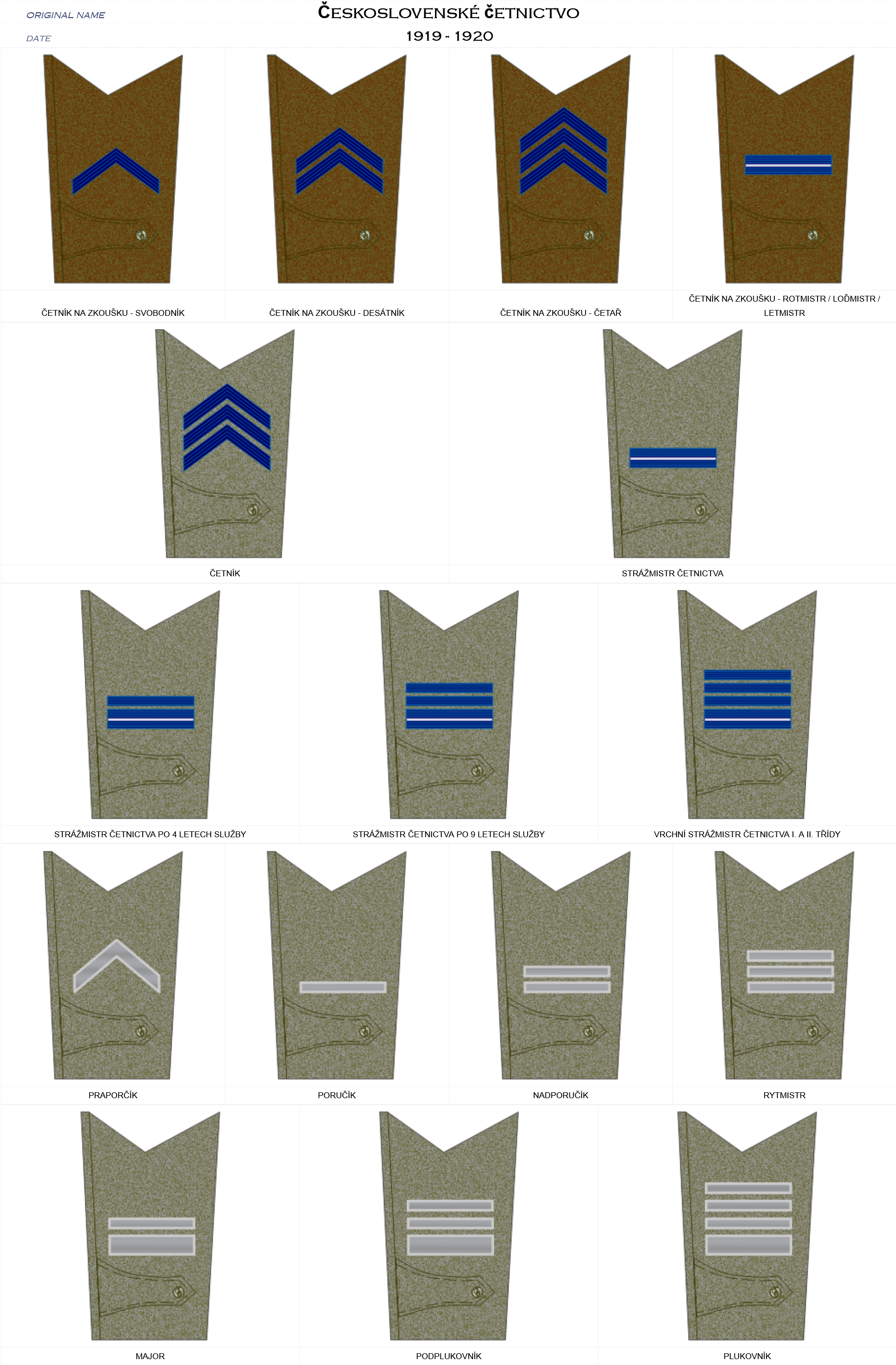
Značení 1919–1920, na rukávu blůzy
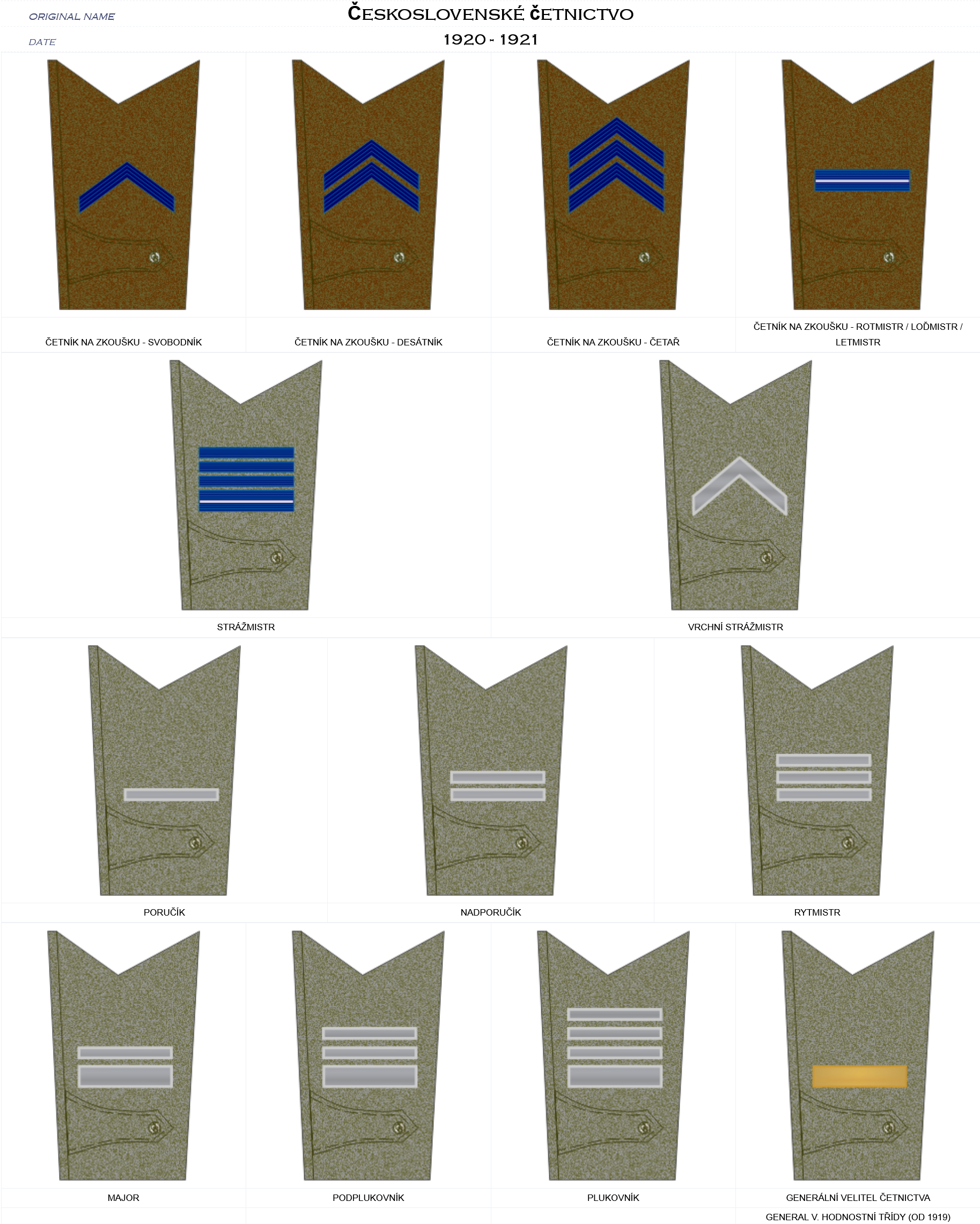
Značení 1920–1921, na rukávu blůzy
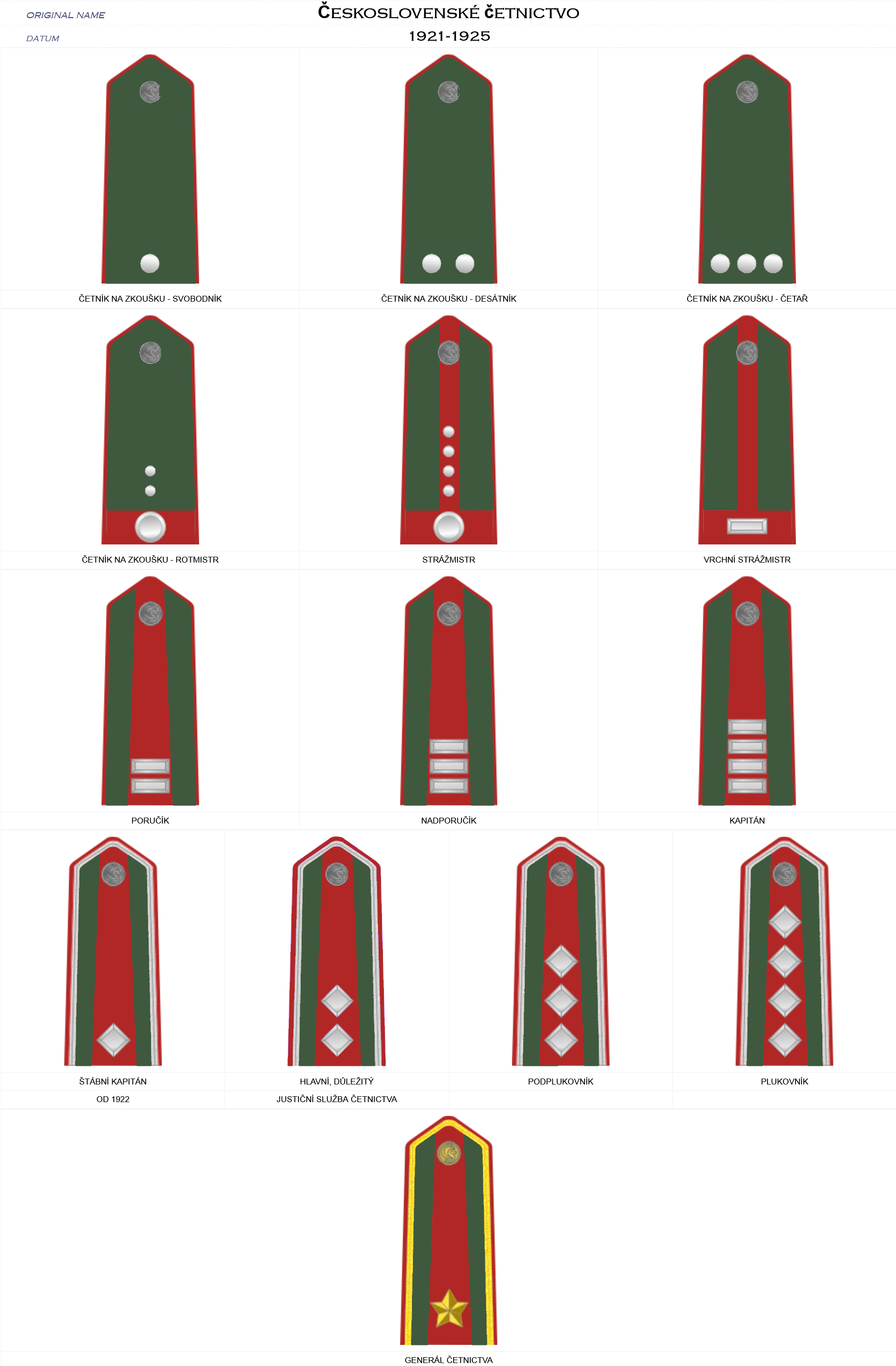
Značení 1921–1925, na rameni blůzy
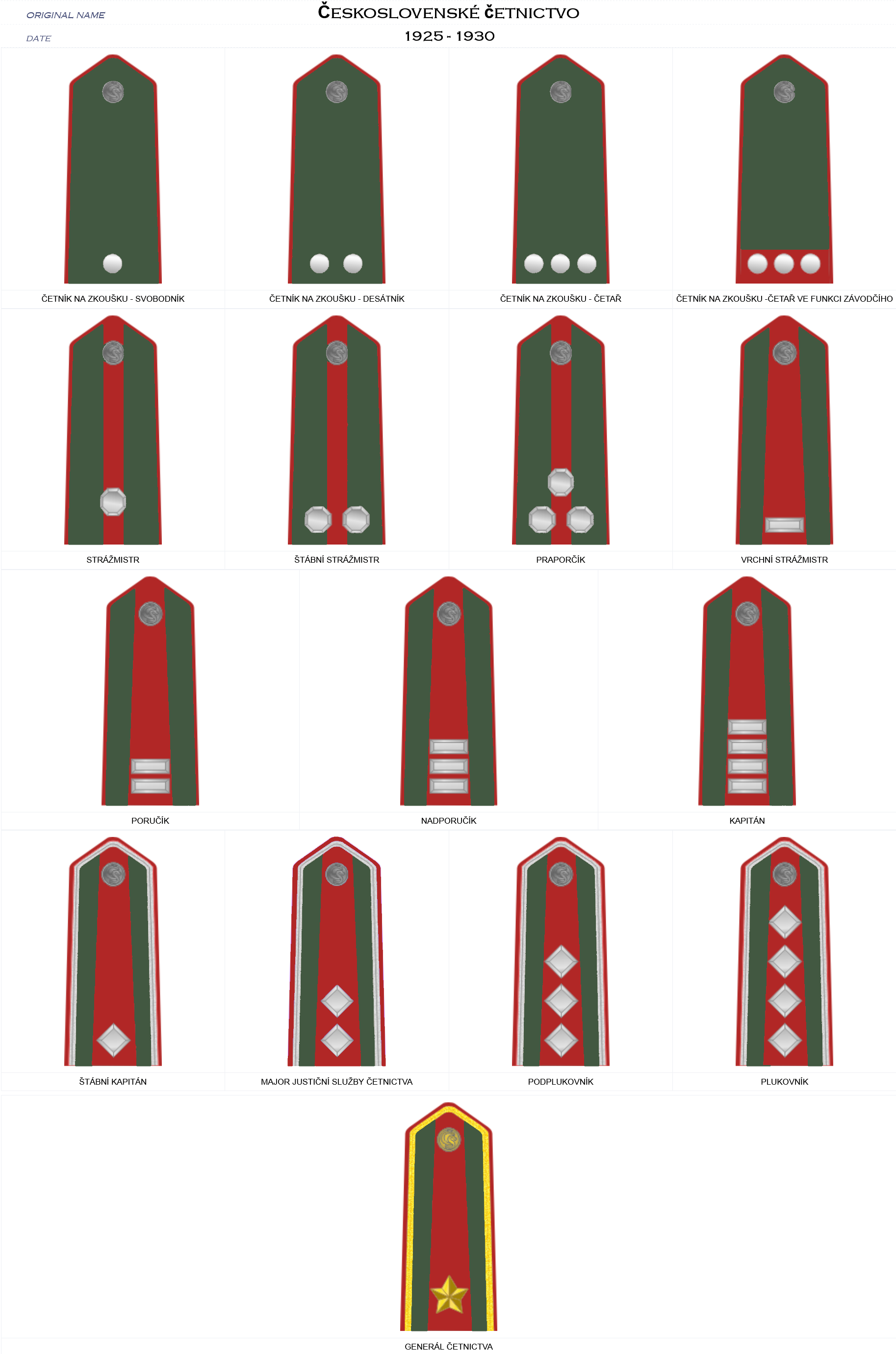
Značení 1925–1930, na rameni všední blůzy
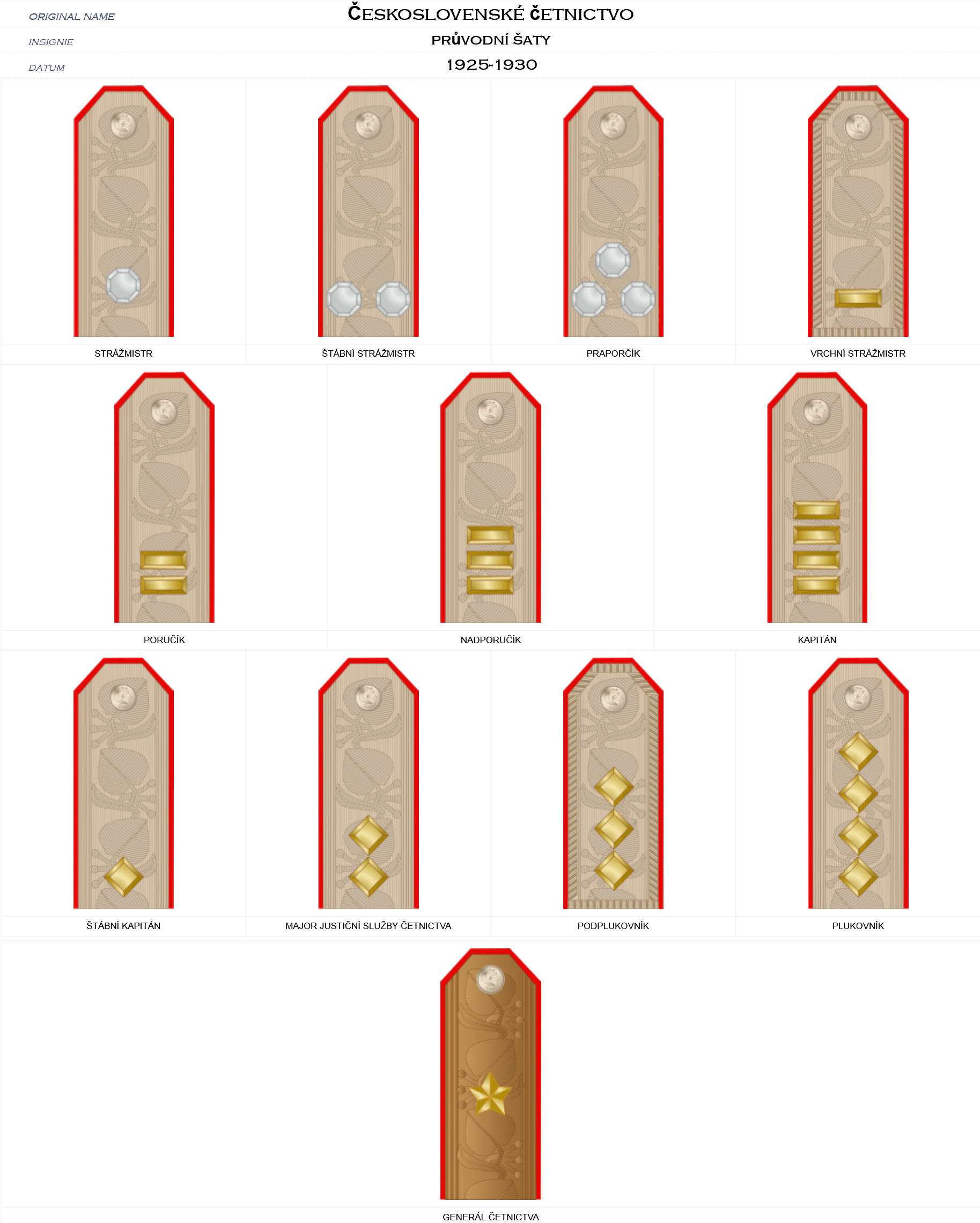
Značení 1925–1930, na rameni slavnostní uniformy
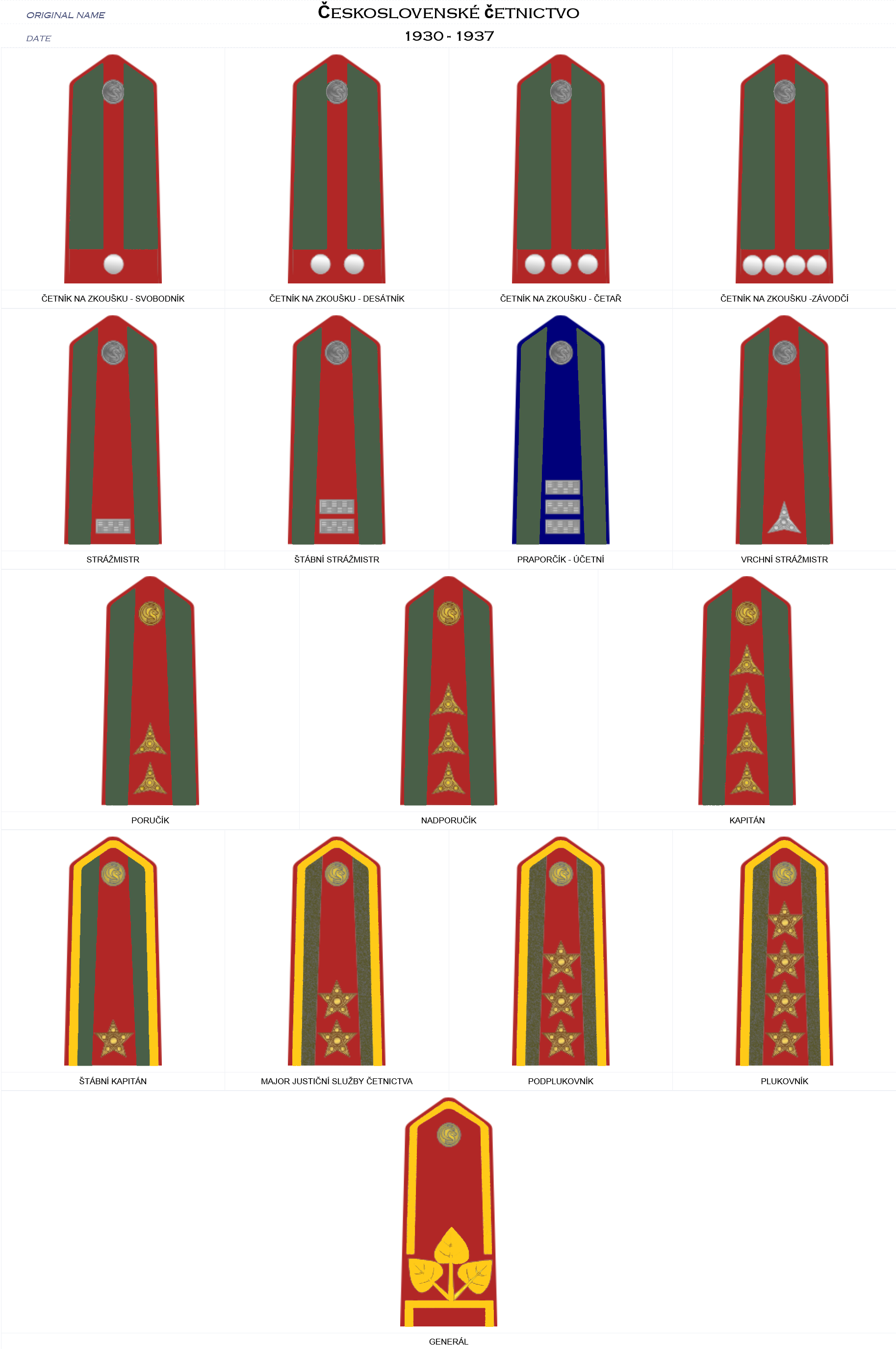
Značení 1930–1937, na rameni blůzy
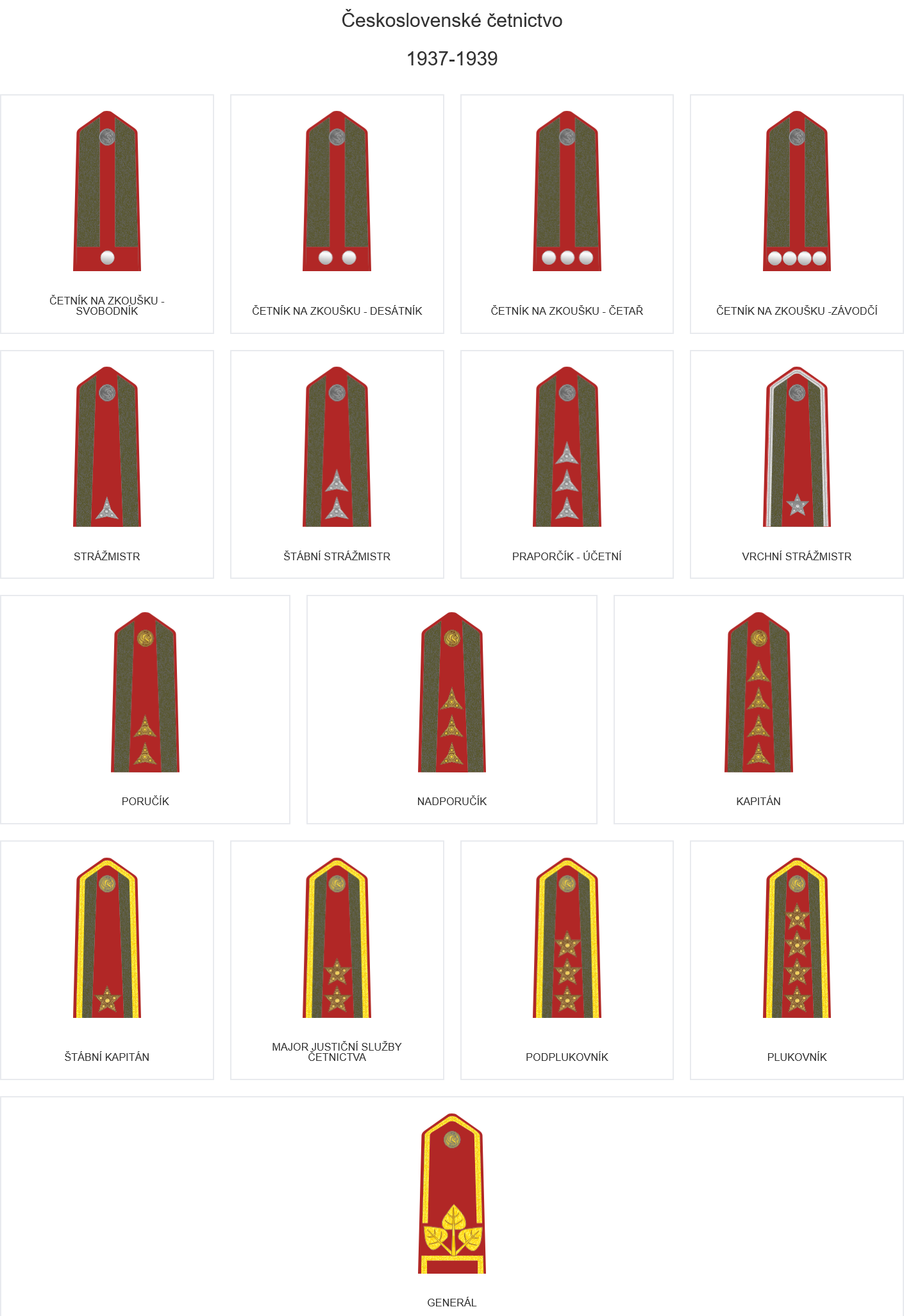
Značení 1937–1939, na rameni blůzy

### Vývoj hodnostního označení Čs. četnictva
| Roky      | Strážmistr / četník | Vrchní strážmistr |
| --------- | ------------------- | ----------------- |
| 1919–1920 |                     |                   |
| 1920–1921 |                     |                   |
| 1921–1925 |                     |                   |
| 1925–1930 |                     |                   |
| 1930–1937 |                     |                   |
| 1937–1939 |                     |                   |